# Kauza Kramný
Kauza Kramný je pětidílná dokumentární série režiséra Petra Hátleho z roku 2024, kterou pro Voyo vyrobila produkční společnost MasterFilm. Kreativní producentkou Voyo byla dokumentaristka Erika Hníková, producentkou MasterFilm Dagmar Sedláčková. Autorkou scénáře je Kristina Májová.
Série se věnuje mediálně extrémně probírané kauze Petra Kramného, odsouzeného za vraždu manželky a dcery během jejich společné rodinné dovolené v Egyptě v roce 2013. Nebývalý zájem médií a veřejnosti tehdy akcelerovala ochota Petra Kramného hovořit s novináři.
Dokument předkládá vyprávění příbuzných, blízkých přátel, právníků, znalců, odborníků i samotného Petra Kramného, který se, přímo z výkonu trestu, v prvním rozhovoru po deseti letech, vrací k tehdejším událostem.
Dokumentární série na Voyo odstartovala v premiéře v pátek 19. července 2024.

## Seznam dílů
| Pořadí | Původní název       | Režie      | Scénář          | Původní datum     |
| ------ | ------------------- | ---------- | --------------- | ----------------- |
| 1      | Vysněná dovolená    | Petr Hátle | Kristina Májová | 19. července 2024 |
| 2      | Truchlící manžel    | Petr Hátle | Kristina Májová | 26. července 2024 |
| 3      | Válka znalců        | Petr Hátle | Kristina Májová | 2. srpna 2024     |
| 4      | Za zavřenými dveřmi | Petr Hátle | Kristina Májová | 9. srpna 2024     |
| 5      | Tajemství pokoje    | Petr Hátle | Kristina Májová | 16. srpna 2024    |